# インフィニティ・I
I（Infiniti I）は、日産自動車が展開する高級車ブランド「インフィニティ」でかつて販売されていたセダン。日産・セフィーロの姉妹車である。

## 初代（1996年 - 1999年）I30
1996年6月26日からJ30の後継車種として発売が開始された中型高級車である。ただし、レパードJ.フェリーがベースのJ30とは異なり、駆動方式はFFであった。また、A32型系セフィーロをベースとするもエアコン送風口を中心としたインパネ形状やセンターコンソール周辺のデザイン（コンソールサイドにパーキングブレーキレバーが備わる）には若干の違いがあった。エンジンはVQ30DEを搭載。セフィーロ同様に日産自動車追浜工場で生産され、輸出されていた。1999年にG20が復活するまでは、インフィニティブランドのエントリーカーであった。
グレードは、「I30」のほかに、スポーティーモデルの「I30t」が用意され、リヤスポイラーやBBS製ホイールなどが装備された。また、途中、特別仕様車の「Limited」も用意された。北米日産でも取り扱われていたマキシマとも姉妹関係にあり、また同じエンジンを搭載していたため（価格帯にこそ若干の違いがあったが）自社同士の競合となることもあった。
マイナーチェンジでマルチリフレクターを採用したヘッドライトやテールレンズに変更され、BOSEオーディオシステムやサイドエアバッグの追加などが行われた。

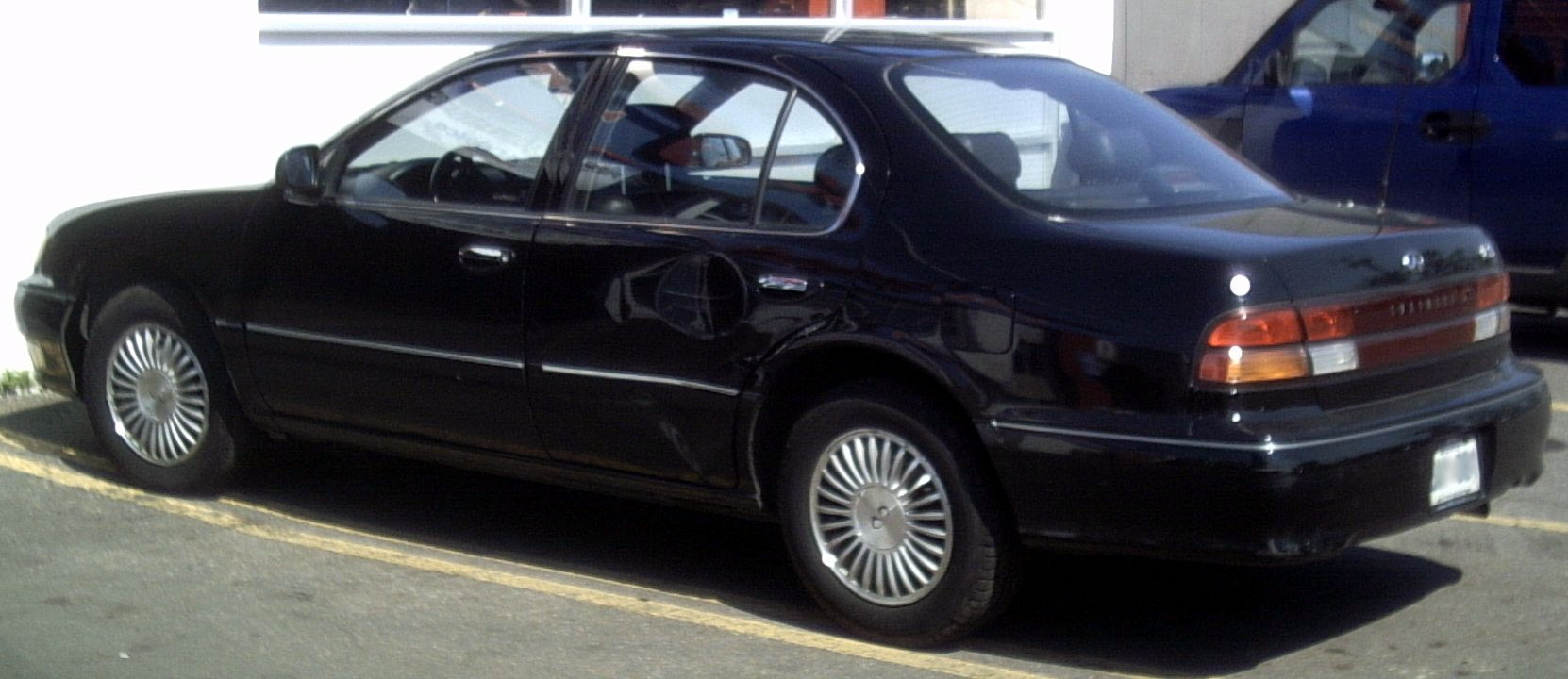
リア (前期)

## 2代目（2000年 - 2004年）I30/I35
2000年にマキシマとともにフルモデルチェンジを行った。初代同様にセフィーロの姉妹車で、当代はA33型系である。
標準モデルのほかに、ツーリングモデルの「I30t」および高級指向モデルの「I30l (I30 Luxury)」が用意された。インフィニティ立て直しの際にFF車は売らないと宣言されたが、結局は2004年まで販売された。また日本国内では2003年にセフィーロに代わってティアナを発売したが、これは2004年まで販売が継続された。
2001年後期にはマイナーチェンジを行い、インテリアの小変更や、安全性の向上、エンジンの変更が行なわれ、VQ35DEを搭載したため名称がI30からI35になった。また、同時にATがゲート式に変更され（ただし、4ATのままであった）、CIマークを強調したフロントグリルや17インチアルミホイールなどの採用などで日本仕様（セフィーロ）後期型と差別化された。
2004年9月に生産終了。Iのモデル廃止が発表される。事実上の後継車種はM45（日本名フーガ）。

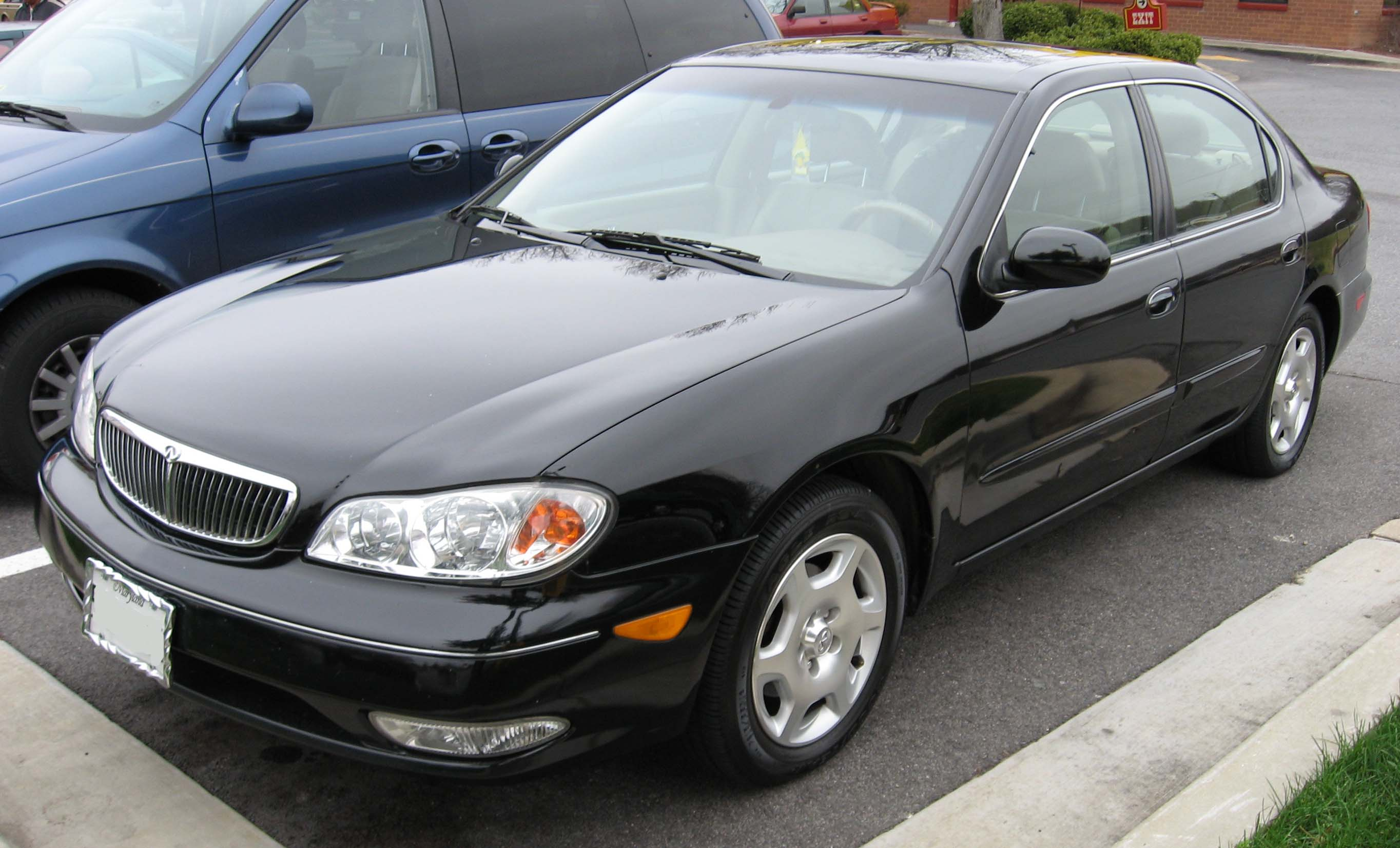
インフィニティI30
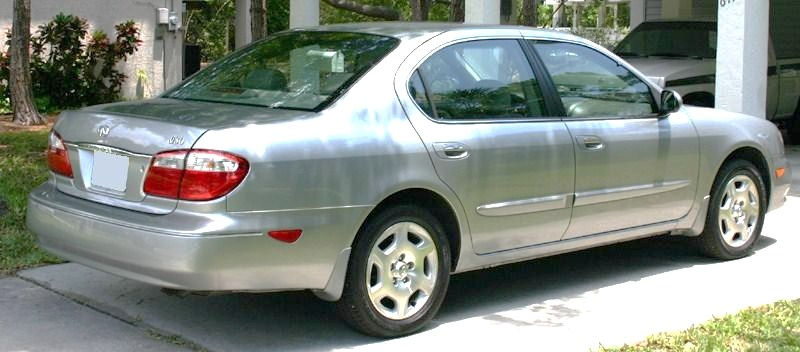
リア (I30)
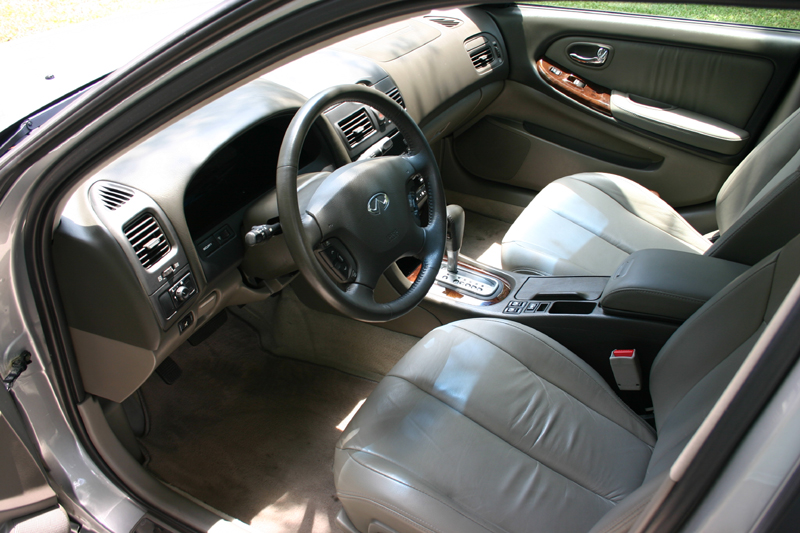
インテリア (I30)